# Grand Morbid Funeral
Grand Morbid Funeral – czwarty album studyjny szwedzkiego zespołu muzycznego Bloodbath. Wydawnictwo ukazało się 17 listopada 2014 roku nakładem wytwórni muzycznej Peaceville Records. Nagrania zostały zarejestrowane i zmiksowane w Ghost Ward & City of Glass pomiędzy marcem a wrześniem 2014 roku. Mastering odbył się w Stockholm Mastering we wrześniu, także 2014 roku.
Album dotarł do 10. miejsca listy Billboard Heatseekers Albums w Stanach Zjednoczonych sprzedając się w nakładzie 2,6 tys. egzemplarzy w przeciągu trzech tygodni od dnia premiery. Materiał był promowany teledyskiem do utworu „Church of Vastitas”.

## Lista utworów
Opracowano na podstawie materiału źródłowego.
| Nr  | Tytuł utworu                   | Słowa    | Muzyka   | Długość |
| --- | ------------------------------ | -------- | -------- | ------- |
| 1.  | „Let the Stillborn Come to Me” | Renkse   | Renkse   | 04:37   |
| 2.  | „Total Death Exhumed”          | Nyström  | Nyström  | 03:51   |
| 3.  | „Anne”                         | Eriksson | Eriksson | 03:43   |
| 4.  | „Church of Vastitas”           | Renkse   | Renkse   | 03:37   |
| 5.  | „Famine of God's Word”         | Eriksson | Eriksson | 04:56   |
| 6.  | „Mental Abortion”              | Renkse   | Renkse   | 03:47   |
| 7.  | „Beyond Cremation”             | Holmes   | Nyström  | 04:41   |
| 8.  | „His Infernal Necropsy”        | Renkse   | Renkse   | 03:35   |
| 9.  | „Unite in Pain”                | Holmes   | Nyström  | 03:52   |
| 10. | „My Torturer”                  | Eriksson | Eriksson | 04:17   |
| 11. | „Grand Morbid Funeral”         | Nyström  | Nyström  | 05:35   |
|     |                                |          |          | 46:31   |

## Twórcy
Opracowano na podstawie materiału źródłowego.
| Zespół Bloodbath w składzie - Martin „Axe” Axenrot – perkusja - Anders „Blakkheim” Nyström – gitara - Jonas „Lord Seth” Renkse – gitara basowa - Per „Sodomizer” Eriksson – gitara - Nick „Old Nick” Holmes – wokal prowadzący | Dodatkowi muzycy - Eric Cutler – gitara prowadząca (2, 6, 9, 10) - Chris Reifert – wokal wspierający (11) - Jason William Walton – gitara prowadząca (10) | Inni - Matt Vickerstaff, Néstor Ávalos – oprawa graficzna - Thomas Eberger – mastering - Ester Segarra – zdjęcia - David Castillo – miksowanie |

## Notowania
| Lista                        | Kraj              | Pozycja |
| ---------------------------- | ----------------- | ------- |
| Suomen virallinen lista      | Finlandia         | 31      |
| Billboard Heatseekers Albums | Stany Zjednoczone | 10      |
| Billboard Hard Rock Albums   | Stany Zjednoczone | 23      |
| Billboard Independent Albums | Stany Zjednoczone | 50      |